# 梅島昇
梅島 昇（うめじま のぼる、1887年5月5日 - 1943年9月24日）は明治から昭和初期に活躍した、新派劇の二枚目俳優。本名、福島 卯三郎（ふくしま うさぶろう）。代表的な当たり役として「婦系図」早瀬主税、「金色夜叉」間貫一、「不如帰」川島武男、「滝の白糸」村越欣弥がある。

## 生涯
1887年東京日本橋に生まれる。東京薬学専門学校中退。1910年、菊池武成門下で新派俳優に。翌1911年、川上音二郎に師事し御伽芝居「浮かれ胡弓」で初舞台。同年、川上が死去し、最後の弟子となる。1912年高田実門下。さらに水野好美一座に移り、梅島昇を名のり二枚目として認められる。
1917年、小林商会にて後述する数本の無声映画に出演。1919年ごろ高田門下先輩格の井上正夫の元へ身を寄せ、本郷座を拠点とした新劇団「新組織新派」に一時期所属。1922年「修正第一回新派大合同」で井上のほか伊井蓉峰、河合武雄、喜多村緑郎、花柳章太郎らと共に本郷座で新派劇の上演する。この頃から二枚目として人気女形の花柳の相手役を多く務めるようになる。同年、曽我廼家五九郎の一座に引き抜かれ共演する。また、この公衆劇団時代にピーマ倶楽部というノンプロ球団を保有していた。
1923年の関東大震災を受け、梅島を含め大阪に数多くの役者が拠点を移し、大阪成美団に所属。花柳の「新進新派」と共に角座において合同一座にも参加。一座には藤山寛美の父である藤山秋実などがいた。合同一座は、立ち上げ当初こそ人気を得たが、その後次第に低迷し、また内部のまとまりも悪く自然消滅する。
1929年1月、東京に戻り松竹新派大合同に参加し、1930年代には新派の主力二枚目俳優として明治座などで好演する。スキャンダル渦中の映画スターの筑波雪子との共演が話題ともなった。東京に戻ったころに、向島で副業として始めた料亭「夕立荘」が成功し、経済的にも潤うこととなった。
また、軍事劇団の立上げに貢献したり、軍作成の台本を元とした映画製作を計画したりするなど、軍部での活動も散見される。演芸統制を政見として、1936年に衆議院議員総選挙に立候補し落選するが、応援演説で井上、河合、水谷八重子といった新派俳優の他にも、松本幸四郎 (7代目)、市村羽左衛門 (15代目)、市川左團次 (2代目)、市川猿之助（2代目）ら歌舞伎俳優もかけつけたと言う。翌1937年の衆議院議員総選挙にも東京4区で出馬するが再度落選。
1939年、花柳が新派劇の新劇化を目指す新生新派一党を立ち上げたが、梅島は賛同せず、喜多村、河合と共に本流新派に残る。1942年に河合が死去すると、所属していた松竹が本流新派の運営を梅島に任せようとしたが、新聞広告で自分より他の役者が重きに扱われていることに怒り、9月本流新派ならびに松竹から脱退。9月新派正劇を大劇にて旗揚げも、10月に引退。翌1943年9月24日、東京にて急逝した。享年57。葬儀の行われた夕立荘には、多くの俳優や見物が集まり、大層にぎやかであったと言われる。
その後、本流新派も瓦解し、新派は戦後新生新派に集約されていった。梅島は敗軍の将として扱われ、次第に人々から忘れ去られた役者となった。

## 人物・芸風
伊井蓉峰のあとを継ぐ古典芸風を持ち、二枚目俳優の重鎮として扱われた。舞台の外での梅島は、良く言えば個性が強く、生来の熱血漢であったが、我儘で、しかも過剰に偽悪的に振る舞いがちで、あくが強い一匹狼的な存在で、どこに行っても衝突することが多かったと言われる。
喜劇俳優の古川ロッパは梅島のファンであり、親交も深く、彼の日記や著書に幾度となく梅島が登場する。ロッパは度々梅島から演技の教えも受け、梅島の独特の声回しを声帯模写のレパートリーとしていた。私生活での梅島は、大変なおしゃべりであったとも語っている。 またその日記の中で、俳優としての梅島を「一番の二枚目俳優」と評している。ロッパは梅島が吐いたゲロなら、なめろと言われたらなめてみせる、それが師匠に弟子が惚れるということだ、と周囲に言っていた。
梅島と花柳章太郎は数多く共演したが、不仲であったと言われている。しかし1930年代、当時は舞台、映画の枠を超えた本格的な活動はタブー視されていた中、花柳が映画にも活動を広げた際は、その熱意と行動に理解を示し激励文を送ったと言われる。また酔いながらではあったが、花柳との仲を取りもってもらえないかと語っていた旨が、古川ロッパの日記に描かれている。一方の花柳も、戦後の回想で「最愛の亭主に先立たれてしまった」と梅島の死を嘆き、「新派で唯一の二枚目」と評した。

## 舞台作品
- 『春色恵の花』梅島昇・宍戸熊介ほか（1919）[35]
- 『死線を越えて』梅島昇（中棟浪之助役）・喜多村緑郎（1920）[35]
- 『花留明』、花柳章太郎・梅島昇、角座（1924.1）
- 『糸の乱れ』、梅島昇・花柳章太郎、松竹京都座（1924.3）[36][37]
- 『彼女の運命』、花柳章太郎・梅島昇・藤岡登喜、角座（1924.5）[38]
- 『大地は微笑む』、梅島昇・花柳章太郎（1925.4）[39]
- 『遠山の金ちゃんと鼠小僧』、水谷八重子・梅島昇、市村座（1929.2）
- 『母』東京新派大合同（浩一役）、南座（1930.2）[40]
- 『清水次郎長裸道中』東京新派大合同（石松役）、南座（1930.2）[40]
- 『明眸禍』東京新派大合同（恭一役）、南座（1930.2）[40]
- 『有憂華』東京新劇大合同、南座（1931.5）[41]
- 『第七天国』東京新劇大合同、南座（1931.5）[41]
- 『婦系図』梅島昇・花柳章太郎、明治座（1933.9）[42][43]
- 『仮名屋小梅』、河合武雄・喜多村緑郎・梅島昇（沢村銀之助役）・大矢市次郎・英太郎・伊志井寛、明治座（1933.11）[44]
- 『復活』、明治座（1934.2）[14]
- 『夏の日』、明治座（1934.8）[14]
- 『日本橋』梅島昇・喜多村緑郎、明治座（1937.03）[45]
- 『地霊』、歌舞伎座（1938.2）[29]

## フィルモグラフィ
1917年
- 『纏の花』

出演 香川二郎、藤村芳衛、藤村秀夫、吉田豊作、小林利之、梅島昇、栗島狭衣、秋元菊弥
製作 小林商会
- 『毒草』-島田紫山役[46]

監督 井上正夫、原作菊池幽芳、脚本栗島狭衣、撮影長井信一
製作 小林商会
- 『此の子の親』

監督、主演 井上正夫、出演 葛城文子、吉岡啓太郎、木下吉之助、梅島昇、藤村秀夫、藤村芳衛
製作 小林商会
- 『海底の重罪』

脚本、出演 栗島狭衣、出演 深沢恒造、木下吉之助、梅島昇、葛城文子
製作 小林商会
1927年
- 新珠[47]

監督鈴木謙作、原作菊池寛、脚本直木三十五、撮影柏田敏雄
主演富士龍子、東愛子、石井小浪、梅島昇、友成若波、中西近之祐、今井緑郎
製作 連合映画芸術家協会、配給 マキノ・プロダクション（同時上映中島宝三監督『万花地獄 第一篇』、マキノ御室撮影所作品）
- 炎の空[47]

監督鈴木謙作、原作三上於菟吉、脚本直木三十五、撮影柏田敏雄
主演梅島昇、荒木忍、富士龍子、今井緑郎、浅原和夫、東愛子
製作 連合映画芸術家協会、配給 マキノ・プロダクション（同時上映中島宝三監督『万花地獄 第三篇』、マキノ御室撮影所作品）

## 著書
- 梅島昇『劇界へへののもへじ』宝文館、1932年[48]